# Atanasio Corte Zapico
Anastasio Corte Zapico (La Pola Llaviana, 1 de gener de 1929 - 7 de febrer de 2000) fou un metge i polític asturià. Va cursar el batxillerat en el col·legi Loyola d'Oviedo i la carrera de Medicina en la Universitat de Madrid i Psicologia en la Facultat de Filosofia i Lletres. Especialitzat en Pediatria en l'Hospital Infantil Gourdas de Ginebra. Ha estat secretari general regional d'Izquierda Democrática a Astúries. A les eleccions generals espanyoles de 1977 fou escollit senador per Astúries per la candidatura Per un Senat Democràtic (PSOE, PCE i ID). Des del 1979 fou conseller de cultura en el govern preautonòmic asturià de Rafael Fernández Álvarez.
Ha fet nombroses publicacions en revistes especialitzades sobre creixement infantil i alimentació. Va obtenir el premi de la Diputació Provincial de Madrid pels seus articles sobre enuresis nocturna i ha publicat articles sobre alimentació lliure. Fins a la seva mort fou vicepresident segon de l'Ateneu Republicà d'Astúries.